# Taraperla howesi
Taraperla howesi är en bäcksländeart som först beskrevs av Tillyard 1923.  Taraperla howesi ingår i släktet Taraperla och familjen Gripopterygidae. Inga underarter finns listade i Catalogue of Life.